# Черказовићи
Черказовићи су насељено мјесто у општини Језеро, Република Српска, БиХ.

## Становништво
| Демографија | Демографија | Демографија |
| Година      | Становника  | Становника  |
| ----------- | ----------- | ----------- |
| 1961.       | 242         |             |
| 1971.       | 179         |             |
| 1981.       | 178         |             |
| 1991.       | 220         |             |
| 2013.       | 122         |             |